# Saint-Victor-Malescours
 Saint-Victor-Malescours  es una población y comuna francesa, situada en la región de Auvernia, departamento de Alto Loira, en el distrito de Yssingeaux y cantón de Saint-Didier-en-Velay.

## Demografía
| 470 | 411 | 356 | 375 | 476 | 673 |
| Para los censos de 1962 a 1999 la población legal corresponde a la población sin duplicidades (Fuente: INSEE [Consultar]) |     |     |     |     |     |